# Francesco Rossi (vescovo)
Francesco Rossi (Milano, 2 luglio 1903 – Milano, 18 dicembre 1972) è stato un vescovo cattolico italiano.

## Biografia

### Formazione e ministero sacerdotale
Dopo gli studi liceali e di sacra teologia, si è laureato in scienze politiche presso l'Università Cattolica del Sacro Cuore di Milano.
Il 30 maggio 1931 è stato ordinato presbitero, per l'arcidiocesi di Milano, dal cardinale Alfredo Ildefonso Schuster.
Per qualche anno ha esercitato il ministero di parroco a Lozza ed in seguito è stato trasferito alla prepositurale di Varese, con sede nella basilica di San Vittore, dove ha fondato l'oratorio di via san Francesco d'Assisi: ha voluto che si chiamasse "oratorio" anziché "casa della gioventù", come andava di moda a quel tempo.
Papa Giovanni XXIII lo ha nominato protonotario apostolico; ciò gli comportava il diritto al titolo di monsignore.

### Ministero episcopale
Il 21 aprile 1963 papa Giovanni XXIII lo ha nominato vescovo di Tortona; è succeduto a Egisto Domenico Melchiori, deceduto il 2 marzo 1963. Il 26 maggio successivo ha ricevuto l'ordinazione episcopale dal cardinale Giovanni Battista Montini (che meno di un mese dopo verrà eletto papa con il nome di Paolo VI), coconsacranti i vescovi Giuseppe Schiavini (poi arcivescovo) e Carlo Angeleri.
Il 29 novembre 1969 papa Paolo VI ha accolto la sua rinuncia alla diocesi di Tortona e lo ha nominato vescovo titolare di Aliezira; due anni più tardi, nel 1971 lo ha nominato vescovo ausiliare di Milano, dove ha affiancato l'arcivescovo cardinale Giovanni Colombo, che gli ha affidato la pastorale della sofferenza.
È morto a Milano il 18 dicembre 1972, all'età di 69 anni. È sepolto nel cimitero varesino di Belforte.

## Genealogia episcopale
La genealogia episcopale è:
- Cardinale Scipione Rebiba
- Cardinale Giulio Antonio Santori
- Cardinale Girolamo Bernerio, O.P.
- Arcivescovo Galeazzo Sanvitale
- Cardinale Ludovico Ludovisi
- Cardinale Luigi Caetani
- Cardinale Ulderico Carpegna
- Cardinale Paluzzo Paluzzi Altieri degli Albertoni
- Papa Benedetto XIII
- Papa Benedetto XIV
- Papa Clemente XIII
- Cardinale Marcantonio Colonna
- Cardinale Giacinto Sigismondo Gerdil, B.
- Cardinale Giulio Maria della Somaglia
- Cardinale Carlo Odescalchi, S.I.
- Cardinale Costantino Patrizi Naro
- Cardinale Lucido Maria Parocchi
- Papa Pio X
- Papa Benedetto XV
- Papa Pio XII
- Cardinale Eugène Tisserant
- Papa Paolo VI
- Vescovo Francesco Rossi